# Guntur (Indonésie)
Pour les articles homonymes, voir Guntur.
Le Guntur est un stratovolcan situé dans l'Ouest de l'île de Java, à sept kilomètres de la caldeira de Kamojang. Sa dernière éruption remonte à 1847.